# Gyula Andrássy von Csik-Szent-Király und Kraszna-Horka
Gyula Graf Andrássy von Csik-Szent-Király und Kraszna-Horka, madžarski general, * 3. marec 1823, † 18. februar 1890.

## Življenjepis
Poleg vojaške kariere je bil tudi predsednik vlade Madžarske (1867–1871) in minister za zunanje zadeve Avstro-Ogrske (1871–1879).
Kot velik podpornik Nemčije je skupaj z nemškim kanclerjem Ottom von Bismarckom leta 1879 ustvaril avstrijsko-nemško zavezništvo, ki je bila temelj avstrijske zunanje politike vse do propada dvojne monarhije.

## Pregled vojaške kariere
Napredovanja
- generalmajor: 31. oktober 1872 (z dnem 14. novembrom 1872)
- podmaršal: 1. maj 1878 (retroaktivno z dnem 27. aprila 1878)
- general konjenice: 1. januar 1889 (retroaktivno z dnem 20. decembrom 1888)